# Tarso (pé)
Em anatomia, chama-se tarso à parte superior do pé dos mamíferos (nas extremidades inferiores dos bípedes ou nas patas traseiras dos tetrápodes).
É formado por vários ossos:
- O tálus, que articula com os ossos da perna (tíbia e fíbula), formando o tornozelo e que articula com o.
- calcâneo, que forma o calcanhar dos bípedes e que articula com dois ossos:
  - O cuboide, que articula com os dois últimos metatarsais e
  - O navicular, que articula com três cuneiformes que, por sua vez, articulam com os primeiros três metatarsais.

Em muitos animais, como os ungulados, muitos destes ossos se perderam no decurso da evolução. Nas aves, todos os ossos do tarso e metatarso se encontram fundidos num único osso, chamado tarsometatarso.